# Maria Elena Camerin
Maria Elena Camerin, née le 21 mars 1982 à Motta di Livenza en Italie, est une joueuse de tennis italienne, professionnelle de 1997 à 2015.

## Palmarès

### Titre en simple dames
Aucun

### Finales en simple dames
| No | Date       | Nom et lieu du tournoi                | Catégorie | Dotation  | Surface      | Vainqueure     | Score          |          |
| -- | ---------- | ------------------------------------- | --------- | --------- | ------------ | -------------- | -------------- | -------- |
| 1  | 23-07-2001 | GP Princesse Lalla Meryem, Casablanca | Tier V    | 110 000 $ | Terre (ext.) | Zsofia Gubacsi | 1-6, 6-3, 7-65 | Parcours |
| 2  | 18-09-2006 | Banka Koper Slovenia Open, Portorož   | Tier IV   | 145 000 $ | Dur (ext.)   | Tamira Paszek  | 7-5, 6-1       | Parcours |

### Titres en double dames
| No | Date       | Nom et lieu du tournoi               | Catégorie | Dotation  | Surface    | Partenaire           | Finalistes                            | Score         |          |
| -- | ---------- | ------------------------------------ | --------- | --------- | ---------- | -------------------- | ------------------------------------- | ------------- | -------- |
| 1  | 26-09-2005 | International Women’s Open Guangzhou | Tier III  | 170 000 $ | Dur (ext.) | Emmanuelle Gagliardi | Neha Uberoi Shikha Uberoi             | 7-65, 6-3     | Parcours |
| 2  | 03-10-2005 | Tashkent Open Tachkent               | Tier IV   | 140 000 $ | Dur (ext.) | Émilie Loit          | Anastasia Rodionova Galina Voskoboeva | 6-3, 6-0      | Parcours |
| 3  | 18-07-2006 | Western & Southern Open Cincinnati   | Tier III  | 175 000 $ | Dur (ext.) | Gisela Dulko         | Marta Domachowska Sania Mirza         | 6-4, 3-6, 6-2 | Parcours |

### Finales en double dames
| No | Date       | Nom et lieu du tournoi            | Catégorie | Dotation  | Surface    | Vainqueures                         | Partenaire           | Score         |          |
| -- | ---------- | --------------------------------- | --------- | --------- | ---------- | ----------------------------------- | -------------------- | ------------- | -------- |
| 1  | 03-01-2005 | Uncle Tobys Hard Court Gold Coast | Tier III  | 170 000 $ | Dur (ext.) | Elena Likhovtseva Magdalena Maleeva | Silvia Farina        | 6-3, 5-7, 6-1 | Parcours |
| 2  | 25-07-2006 | Bank of the West Classic Stanford | Tier II   | 600 000 $ | Dur (ext.) | Anna-Lena Grönefeld Shahar Peer     | Gisela Dulko         | 6-1, 6-4      | Parcours |
| 3  | 02-10-2006 | Tashkent Open Tachkent            | Tier IV   | 145 000 $ | Dur (ext.) | Victoria Azarenka Tatiana Poutchek  | Emmanuelle Gagliardi | Forfait       | Parcours |

## Parcours en Grand Chelem

### En simple dames
| Année | Open d'Australie                                          | Open d'Australie                                        | Internationaux de France                           | Internationaux de France                              | Wimbledon                                             | Wimbledon                                       | US Open             | US Open            |
| ----- | --------------------------------------------------------- | ------------------------------------------------------- | -------------------------------------------------- | ----------------------------------------------------- | ----------------------------------------------------- | ----------------------------------------------- | ------------------- | ------------------ |
| 2001  | Q3 \|\| style="text-align:left" \| Lina Krasnoroutskaya   | Q1 \|\| style="text-align:left" \| Eva Bes-Ostariz      | —                                                  | —                                                     | 1er tour (1/64)                                       | Émilie Loit                                     |                     |                    |
| 2002  | 2e tour (1/32)                                            | Magüi Serna                                             | 1er tour (1/64)                                    | Conchita Martínez                                     | Q1 \|\| style="text-align:left" \| Shinobu Asagoe     | Q1 \|\| style="text-align:left" \| Nina Dübbers |                     |                    |
| 2003  | Q1 \|\| style="text-align:left" \| Nuria Llagostera Vives | 1er tour (1/64)                                         | Marissa Irvin                                      | 2e tour (1/32)                                        | Émilie Loit                                           | 2e tour (1/32)                                  | Lindsay Davenport   |                    |
| 2004  | 2e tour (1/32)                                            | Kim Clijsters                                           | 2e tour (1/32)                                     | Marlene Weingärtner                                   | 2e tour (1/32)                                        | Marion Bartoli                                  | 2e tour (1/32)      | Elena Bovina       |
| 2005  | 1er tour (1/64)                                           | Peng Shuai                                              | 1er tour (1/64)                                    | Karolina Šprem                                        | 1er tour (1/64)                                       | Nathalie Dechy                                  | 2e tour (1/32)      | Sania Mirza        |
| 2006  | 3e tour (1/16)                                            | Nadia Petrova                                           | 1er tour (1/64)                                    | Emmanuelle Gagliardi                                  | 1er tour (1/64)                                       | Daniela Hantuchová                              | 1er tour (1/64)     | Justine Henin      |
| 2007  | 3e tour (1/16)                                            | Elena Dementieva                                        | 1er tour (1/64)                                    | Maria Kirilenko                                       | 1er tour (1/64)                                       | Elena Likhovtseva                               | 2e tour (1/32)      | Serena Williams    |
| 2008  | 2e tour (1/32)                                            | Li Na                                                   | 1er tour (1/64)                                    | Maria Kirilenko                                       | 1er tour (1/64)                                       | Elena Dementieva                                | 2e tour (1/32)      | Caroline Wozniacki |
| 2009  | 1er tour (1/64)                                           | Edina Gallovits                                         | Q1 \|\| style="text-align:left" \| Anna Tatishvili | 1er tour (1/64)                                       | Shahar Peer                                           | 1er tour (1/64)                                 | Melinda Czink       |                    |
| 2010  | Q3 \|\| style="text-align:left" \| Renata Voráčová        | 1er tour (1/64)                                         | Marion Bartoli                                     | 1er tour (1/64)                                       | Kim Clijsters                                         | 2e tour (1/32)                                  | Francesca Schiavone |                    |
| 2011  | 1er tour (1/64)                                           | Vera Dushevina                                          | Q2 \|\| style="text-align:left" \| Regina Kulikova | Q2 \|\| style="text-align:left" \| Vitalia Diatchenko | Q1 \|\| style="text-align:left" \| Michaëlla Krajicek |                                                 |                     |                    |
| 2012  | Q2 \|\| style="text-align:left" \| Maria João Koehler     | Q2 \|\| style="text-align:left" \| Verónica Cepede Royg | 1er tour (1/64)                                    | Nadia Petrova                                         | Q1 \|\| style="text-align:left" \| Andreea Mitu       |                                                 |                     |                    |
| 2013  | Q2 \|\| style="text-align:left" \| Alison Riske           | Q1 \|\| style="text-align:left" \| Stephanie Vogt       | 1er tour (1/64)                                    | Dominika Cibulková                                    | Q1 \|\| style="text-align:left" \| Stéphanie Dubois   |                                                 |                     |                    |
| 2014  | Q1 \|\| style="text-align:left" \| Chanel Simmonds        | —                                                       | —                                                  | —                                                     | —                                                     | —                                               | —                   |                    |

À droite du résultat, l’ultime adversaire.

### En double dames
| Année | Open d'Australie              | Open d'Australie            | Internationaux de France     | Internationaux de France     | Wimbledon                     | Wimbledon                | US Open                      | US Open                     |
| ----- | ----------------------------- | --------------------------- | ---------------------------- | ---------------------------- | ----------------------------- | ------------------------ | ---------------------------- | --------------------------- |
| 2004  | -                             | -                           | 2e tour (1/16) Alina Jidkova | Nadia Petrova Shaughnessy    | 1er tour (1/32) Alina Jidkova | M. Bartoli Émilie Loit   | 2e tour (1/16) M. Sequera    | L. Granville İpek Şenoğlu   |
| 2005  | 1er tour (1/32) Silvia Farina | Chuang C.J. Rika Fujiwara   | 2e tour (1/16) T. Garbin     | Nadia Petrova Shaughnessy    | 1er tour (1/32) T. Garbin     | M. Bartoli M. Sequera    | 2e tour (1/16) T. Garbin     | Silvia Farina Roberta Vinci |
| 2006  | 2e tour (1/16) T. Garbin      | E. Dementieva F. Pennetta   | 1er tour (1/32) T. Garbin    | E. Dementieva F. Pennetta    | 3e tour (1/8) T. Garbin       | Yan Zi Zheng Jie         | 1er tour (1/32) Gisela Dulko | Emma Laine Selima Sfar      |
| 2007  | 3e tour (1/8) Gisela Dulko    | A.-L. Grönefeld Shaughnessy | 1/4 de finale Gisela Dulko   | K. Srebotnik Ai Sugiyama     | 1er tour (1/32) Gisela Dulko  | M. Krajicek A. Radwańska | 3e tour (1/8) Gisela Dulko   | C. Morariu Shaughnessy      |
| 2008  | 1er tour (1/32) Gisela Dulko  | M. Koryttseva T. Perebiynis | 1er tour (1/32) Gisela Dulko | N. Llagostera M. J. Martínez | 2e tour (1/16) Gisela Dulko   | E. Makarova Selima Sfar  | 2e tour (1/16) Gisela Dulko  | M. Erakovic J. Kostanić     |
| 2009  | -                             | -                           | 1er tour (1/32) Chakvetadze  | Gisela Dulko Ágnes Szávay    | 2e tour (1/16) Chakvetadze    | S. Stosur Rennae Stubbs  | 1er tour (1/32) Chakvetadze  | A. Hlaváčková L. Hradecká   |

Sous le résultat, la partenaire ; à droite, l’ultime équipe adverse.

## Parcours en «Premier Mandatory» et «Premier 5»
Découlant d'une réforme du circuit WTA inaugurée en 2009, les tournois WTA « Premier Mandatory » et « Premier 5 » constituent les catégories d'épreuves les plus prestigieuses, après les quatre levées du Grand Chelem.

### En simple dames
| Année |              | Premier Mandatory | Premier Mandatory | Premier Mandatory | Premier Mandatory |       | Premier 5 | Premier 5 | Premier 5                   | Premier 5 | Premier 5 | Premier 5 | Premier 5 |
| Année | Indian Wells | Miami             | Madrid            | Pékin             |                   | Dubaï | Rome      | Canada    | Cincinnati                  |           | Tokyo     |           |           |
| Année | Indian Wells | Miami             | Madrid            | Pékin             |                   | Doha  | Rome      | Canada    | Cincinnati                  |           | Wuhan     |           |           |
| Année | Indian Wells | Miami             | Madrid            | Pékin             |                   |       | Rome      | Canada    | Cincinnati                  |           |           |           |           |
| 2010  |              |                   |                   |                   |                   |       |           |           | 2e tour (1/16) C. Wozniacki |           |           |           |           |

Sous le résultat, l’ultime adversaire.

### En double dames
| 2010 |   |   |   |   |   |   |   |   |   |                                                                          |                                                                   |                                                                            |   |   |   |   |   |   |  |  |
| —    | — | — | — | — | — | — | — | — | — |                                                                          |                                                                   | 1er tour (1/16) Brianti \|\| style="text-align:left;" \| Chuang Govortsova | — | — | — | — | — | — |  |  |
| 2012 |   |   |   |   |   |   |   |   |   |                                                                          |                                                                   |                                                                            |   |   |   |   |   |   |  |  |
| —    | — | — | — | — | — | — | — |   |   | —                                                                        | —                                                                 | 2e tour (1/8) Knapp \|\| style="text-align:left;" \| Chuang Dushevina      | — | — | — | — | — | — |  |  |
| 2013 |   |   |   |   |   |   |   |   |   |                                                                          |                                                                   |                                                                            |   |   |   |   |   |   |  |  |
| —    | — | — | — | — | — | — | — |   |   | 1er tour (1/16) Halep \|\| style="text-align:left;" \| Paszek Zakopalová | 1er tour (1/16) Knapp \|\| style="text-align:left;" \| Hsieh Peng | —                                                                          | — | — | — | — | — |   |  |  |

N.B. : le nom de la partenaire se trouve sous le résultat ; le nom des ultimes adversaires se trouve à droite.

## Parcours aux Jeux olympiques

### En simple dames
| # | Date       | Nom de l'olympiade           | Surface    | Résultat       | Ultime adversaire | Score    |          |
| - | ---------- | ---------------------------- | ---------- | -------------- | ----------------- | -------- | -------- |
| 1 | 15/08/2004 | Olympic Tennis Event Athènes | Dur (ext.) | 2e tour (1/16) | Amélie Mauresmo   | 6-0, 6-1 | Parcours |

## Parcours en Fed Cup
| #                                                                      | Date       | Lieu     | Surface      | Gagnante(s)                          | Perdante(s)                         | Score         |          |
|                                                                        |            |          |              |                                      |                                     |               |          |
| 2001 - 1/4 de finale (groupe mondial) - France - Italie - 4 : 1        |            |          |              |                                      |                                     |               |          |
| 1                                                                      | 21/07/2001 | Vittel   | Dur (ext.)   | Amélie Mauresmo                      | Maria Elena Camerin                 | 6-4, 6-0      | Parcours |
| 1                                                                      | 21/07/2001 | Vittel   | Dur (ext.)   | Sandrine Testud                      | Maria Elena Camerin                 | 6-3, 6-1      | Parcours |
|                                                                        |            |          |              |                                      |                                     |               |          |
| 2002 - 1er tour (groupe mondial) - Italie - Suède - 5 : 0              |            |          |              |                                      |                                     |               |          |
| 2                                                                      | 27/04/2002 | Milan    | Terre (ext.) | Maria Elena Camerin Roberta Vinci    | Sofia Arvidsson Maria Wolfbrandt    | 1-6, 6-0, 6-4 | Parcours |
|                                                                        |            |          |              |                                      |                                     |               |          |
| 2004 - 1er tour (groupe mondial) - Italie - République tchèque - 3 : 1 |            |          |              |                                      |                                     |               |          |
| 3                                                                      | 24/04/2004 | Lecce    | Terre (ext.) | Barbora Strýcová                     | Maria Elena Camerin                 | 7-5, 3-6, 7-5 | Parcours |
|                                                                        |            |          |              |                                      |                                     |               |          |
| 2005 - 1/4 de finale (groupe mondial) - Italie - Russie - 1 : 4        |            |          |              |                                      |                                     |               |          |
| 4                                                                      | 23/04/2005 | Brindisi | Terre (ext.) | Elena Bovina                         | Maria Elena Camerin                 | 6-3, 3-6, 6-2 | Parcours |
|                                                                        |            |          |              |                                      |                                     |               |          |
| 2011 - 1/2 finale (groupe mondial) - Russie - Italie - 5 : 0           |            |          |              |                                      |                                     |               |          |
| 5                                                                      | 16/04/2011 | Moscou   | Dur (int.)   | A. Pavlyuchenkova Ekaterina Makarova | Alberta Brianti Maria Elena Camerin | 7-63, 6-1     | Parcours |

## Classements WTA en fin de saison

### En simple
| Année | 1998 | 1999 | 2000 | 2001 | 2002 | 2003 | 2004 | 2005 | 2006 | 2007 | 2008 | 2009 | 2010 | 2011 | 2012 | 2013 | 2014 | 2015 |
| Rang  | 738  | 456  | 229  | 113  | 123  | 99   | 43   | 96   | 54   | 99   | 107  | 110  | 112  | 176  | 167  | 237  | 279  | 807  |

Source : (en) « Classements de Maria Elena Camerin », sur le site officiel du WTA Tour

### En double
| Année | 1998 | 1999 | 2000 | 2001 | 2002 | 2003 | 2004 | 2005 | 2006 | 2007 | 2008 | 2009 | 2010 | 2011 | 2012 | 2013 | 2014 |
| Rang  | 718  | 718  | 246  | 231  | 187  | 181  | 98   | 48   | 39   | 50   | 110  | 117  | 193  | 133  | 190  | 194  | 361  |

Source : (en) « Classements de Maria Elena Camerin », sur le site officiel du WTA Tour